# 尚寬室
津嘉山翁主尚寬室（1719年—1784年，是琉球國第二尚氏王朝尚敬王與王妃馬仁室之長女，童名真鶴金（一作思真鶴金），封津嘉山翁主，為第十代聞得大君，有二弟二妹。她的丈夫是蔡溫之子蔡翼（蔡氏廷儀）。

## 婚姻
雍正六年三月十六日，尚寬室由父親尚敬王許配給蔡溫之子蔡翼，當日尚敬王派天願親方東氏政嘉定下婚約，見蔡溫於赤平村之家狹窄，不適合作為儀賓（翁主之夫，駙馬的低一級稱謂）之家，就決定改賜家宅
 。新宅於八月動工興建，由向其聖（目取眞親方朝儀）和顧氏助孝（上原親雲上）任督工奉行，翌年二月初一完工，初十日擇吉移徙。尚敬王與國母毛坤宏、王妃馬仁室親臨到賀，各人並賞賜蔡溫夫婦，蔡溫亦奉上御膳。
雍正十二年甲寅正月初九日，尚敬王答允於同年十月讓尚寬室下嫁蔡翼，並由首里大阿母志良禮為媒，浦添親方尚氏朝夷、富濱親雲上武氏崇賀為婚禮司。三月十七日，尚寬室獲賜南風原間切和津嘉山按司掛，而稱津嘉山按司加那志。八月初三擇吉行納采禮（俗叫ミハキ御酒），到十三日行納吉禮（俗叫中入御籠飯），二十六日行納幣禮（俗叫大御篭飯），大美御殿於九月初九賜米五石給蔡家，到二十二日行請期禮（俗叫カタリ御籠飯），十月初四日行合巹禮（俗叫御祢引），翌日新娘尚寬室拜見舅姑，再過一天行全慶禮（俗叫三日御祝儀）。初九日，翁主與儀賓蔡翼到大美御殿行婿見禮（俗叫御婿入），蔡翼獲賜杉原二束、扇子一匣，翁主則獲賜茶色綾、赤苧布各一端。到十七日，尚敬王、國母、王妃來到蔡宅賀婚事，尚寬室與丈夫蔡翼、翁姑、蔡翼祖母葉氏各獲賜御花一飾及御玉貫一雙。二十三日，翁主與儀賓被聞得大君毛坤宏召見，翁主獲賜息紬一端，儀賓則獲賜上紙一束及扇子一匣。由於蔡氏祠堂位於久米村，他們遲至翌年正月十八日才行拜祠稽禮。

## 官爵
尚寬室在雍正十二年三月十七獲父王尚敬賜南風原間切給她為領地，並賜她津嘉山按司掛，於是她就被稱為津嘉山按司加那志，由麻世忠（麻氏真本）任大親職至乾隆二年閏九月二十日。她在乾隆四十五年就任聞得大君，四年後逝世，由妹妹尚順成繼任聞得大君一職。